# Небха

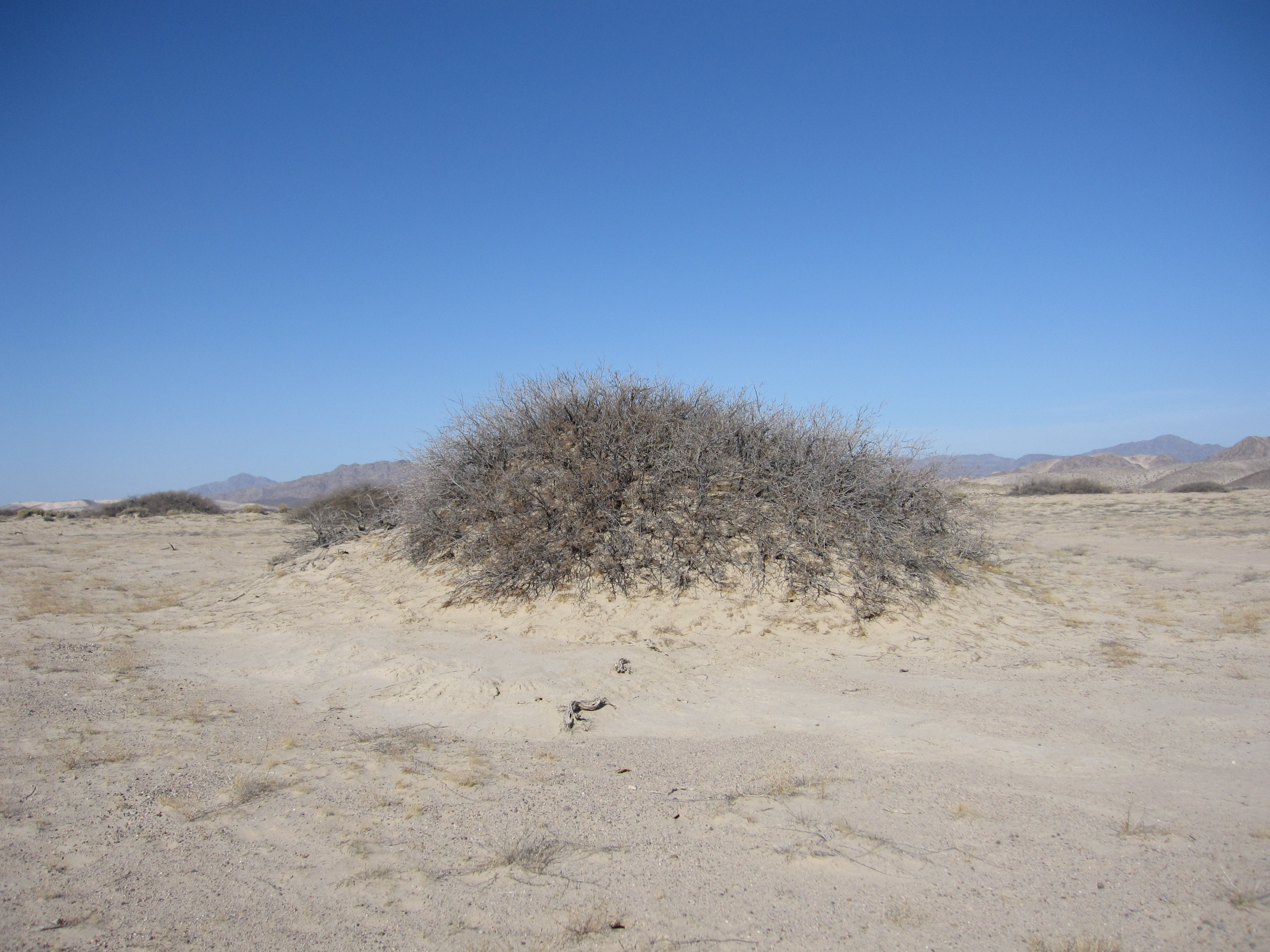
Кущ Prosopis glandulosa довкола якого утворилася небха, Національний заповідник Мохаве, Каліфорнія, США

Н́ебха (араб. نبها піщаний горбочок) — один з видів піщаних дюн, які утворюються навколо пустельних кущів. Характерні для пустельних і напівпустельних районів Аравійського півострова, басейну річки Сінцзян у Китаї, штаті Нью-Мексико у США та Мексиці.